# Oksazolidinoni
Oksazolidinoni so skupina nasičenih heterocikličnih spojin, ki v petčlenskem obroču vsebujejo en dušikov, en kisikov atom in eno karbonilno skupino. S tem nastane ciklični ester (lakton), ciklični amid (laktam), keton ali karbamat (uretan). 

## Uporaba
Že dolgo časa se v kemiji uporabljajo 1,3-oksazolidin-2-oni kot kiralni pomožniki (angl. chiral auxiliary, spojina, ki selektivno usmerja sintezo določenega enantiomera). Nekateri oksazolidini imajo antibiotične lastnosti. Prva oksazolidinonska učinkovina na trgu je bil cikloserin (4-amino-1,2-oksazolidin-3-on) kot zdravilo proti jetiki (tuberkulozi). V skupino oksazolidinskih antibiotikov spadata tudi novejši spojini linezolid in eperezolid.